# Dźwiniacz Dolny
Dźwiniacz Dolny is een plaats in het Poolse district  Bieszczadzki, woiwodschap Subkarpaten. De plaats maakt deel uit van de gemeente Ustrzyki Dolne en telt 400 inwoners.